# 229 Adelinda
229 Adelinda eller 1946 UK är en stor asteroid i huvudbältet som upptäcktes den 22 augusti 1882 av den österrikiske astronomen Johann Palisa. Den fick senare namnet Adelinda efter hustrun till den österrikiske astronomen Edmund Weiss.
Den tillhör asteroidgruppen Cybele.
Adelindas senaste periheliepassage skedde den 3 juli 2021. Dess rotationstid har beräknats till 6,60 timmar. Asteroiden har uppmätts till diametern 93,20 kilometer.